# Ivan Sidorovič Lazarenko
Ivan Sidorovič Lazarenko rođen je 8. listopada 1895. godine u Rusiji. Bio je jedan od poznatijih sovjetskih generala.
Počeo je svoju vojnu karijeru kao običan vojnik, ali je svojim trudom i radom kasnije napredovao na visoke pozicije. Tijekom Drugog svjetskog rata bio je zapovjednik sovjetske 42. pješadijske postrojbe. Njegova je postrojba doživjela velike i snažne gubitke te je bila uništena pokraj grada Brest u Bjelorusiji tijekom invazije Hitlerove Njemačke. Pred sam kraja rata, Lazarenko postaje zapovjednik 369. pješadijske postrojbe. Lazarenko je ubijen 1944. godine.